# Knattspyrnufélagið Víðir Garði
Il Knattspyrnufélagid Víðir, conosciuto anche come Víðir Garður, è una società calcistica islandese con sede nella città di Garður, fondata nel 1936. La formazione oggi milita nella 2. deild karla, seconda divisione del campionato islandese.

## Storia
La formazione è salita alla ribalta dello sport internazionale per aver vinto il primo campionato islandese di calcio a 5 qualificandosi,, come prima squadra islandese, all'edizione 2008-09 di Coppa UEFA. Il Víðir Garður non è andato oltre il turno preliminare, giungendo ultima nel gruppo A comprendente Roubaix, Parnassos e Politekhnik Erevan.

## Palmarès

### Competizioni nazionali
- 2. deild karla: 2

1982, 1998
- 3. deild karla: 1

2007

### Altri piazzamenti
- Coppa d'Islanda:

Finalista: 1978
Semifinalista: 1991
- 3. deild karla:

Secondo posto: 2016

## Rosa 2008-2009
| N. |                    | Ruolo | Calciatore            |
| -- | ------------------ | ----- | --------------------- |
| -  | Islanda (bandiera) | G     | Fridrik Alexandersson |
| -  | Islanda (bandiera) | G     | Björn Björnsson       |
| -  | Serbia (bandiera)  | G     | Marko Blagojevic      |
| -  | Islanda (bandiera) | G     | Einar Daníelsson      |
| -  | Islanda (bandiera) | G     | Rúnar Daníelsson      |
| -  | Serbia (bandiera)  | G     | Bojan Djordevic       |
| -  | Islanda (bandiera) | G     | Haraldur Einarsson    |
| -  | Islanda (bandiera) | G     | Sigurdur Eliasson     |
| -  | Islanda (bandiera) | G     | Sigurdur Grétarsson   |

| N. |                    | Ruolo | Calciatore         |
| -- | ------------------ | ----- | ------------------ |
| -  | Islanda (bandiera) | G     | Hordur Hardarson   |
| -  | Islanda (bandiera) | G     | Atli Hólmbertsson  |
| -  | Islanda (bandiera) | G     | Knútur Jónsson     |
| -  | Serbia (bandiera)  | G     | Slavisa Mitic      |
| -  | Islanda (bandiera) | G     | Georg Sigurdsson   |
| -  | Islanda (bandiera) | G     | Thór Steinarsson   |
| -  | Islanda (bandiera) | G     | Björn Vilhjálmsson |
| -  | Islanda (bandiera) | G     | Einar Vilhjálmsson |